# Pavlov's Dog
Pavlov’s Dog is een Amerikaanse rockband, die in de jaren '70 enige furore maakte binnen de progressieve rock. De band is afkomstig uit St. Louis, Missouri.

## Geschiedenis
De band werd in 1972 opgericht met als leden David Surkamp, Mark Gahr (gitaar), Mike Safron, Rick Stockton, David Hamilton, Doug Rayburn en Siegfried Carver (geboren als Richard Nadler). Mark Gahr verliet de band al voor het eerste album en werd vervangen door Steve Scorfina. Hun eerste album, Pampered menial, verscheen in twee versies (twee platenlabels) op de markt, wat de verkoopcijfers geen goed deed. De band kwam ook even zonder drummer te zitten. Als invaller werd Bill Bruford (William Bruford) ingehuurd. Zelfs die vermaarde drummer uit Yes en King Crimson kon de band niet redden. De eerste twee albums belandden al snel in de uitverkoop. Dit kwam voornamelijk door de stem van Surkamp: die is erg nasaal, en dat verdeelde het kamp in tweeën. Tegelijkertijd was het in die tijd (1977) een beetje gedaan met de progressieve rock en AOR. Punk kwam op. Album nummer drie werd wel opgenomen, maar niet meer uitgegeven.
Het derde album verscheen wel als bootleg, maar kreeg vervolgens verschillende titels mee: Third (bootleg), The St. Louis Hounds (bootleg) en Has anyone here seen Siegfried? (legaal).
Het bleef lange tijd stil rond de band. David Surkamp verhuisde naar de andere kant van de Verenigde Staten. Hij vond een nieuwe plek in Seattle. Hij ontmoette daar Iain Matthews en zij richtten samen Hi-Fi op. Ook die band was geen lang leven beschoren.
In 1990 verscheen ineens een nieuw album, Lost in America, moeilijk verkrijgbaar, maar direct te koop als bootleg. Dat album werd nog eens uitgegeven in 2007. Het bleef vervolgens opnieuw stil, tot in 2004 een reünieconcert plaatsvond. De band trad vervolgens op op allerlei “Golden Oldies”-festivals, waaronder het Arrow Rock Festival in Nederland, met 54.000 toeschouwers. Ook in 2010 was de band actief. Carver was er dan niet meer bij: hij overleed op 30 mei 2009. Er verscheen wel een album.

## Discografie

### Pavlov’s Dog
- Pampered menial (1975)
- At the sound of the bell (1976)
- Whatever became of Siegfried? (1977, officieel uitgegeven in 2007)
- Lost in America (1990)
- Echo & Boo (2010)
- Live and unleashed (2010)
- Prodigal Dreamer  (2018)

### David Surkamp
- Dancing on the edge of a teacup (2007)